# Китайский музей (Мельбурн)
Китайский музей, или Музей китайской австралийской истории, (англ. Chinese Museum or Museum of Chinese Australian History) — исторический музей в Мельбурне (Виктория, Австралия), расположен в городском Чайна-тауне. Посвящён истории китайской общины в Австралии.

## История
Музей находится в китайском квартале Мельбурна. Основан в 1985 году с хартией, чтобы представить историю австралийцев китайского происхождения. В 2010 году был завершён капитальный ремонт, финансируемый правительством штата Виктория. С тех пор музей также стал центром для посетителей китайского квартала.
Здание музея было построено братьями Коэн в 1890 году и использовалось как склад производителем мебели. Позже он был продан мельбурнскому Театру Её Величества и использовался как место для хранения обширной коллекции театральных костюмов. В 1984 году правительство штата Виктория при поддержке Комиссии по туризму штата Виктория, китайского сообщества и городского совета Мельбурна выкупило здание у театра и официально учредило музей. У музея также есть пространство для временных выставок, в котором местные и иностранные художники могут представить работы, связанные с китайской культурой.

## Экспозиция
В музее есть ряд постоянных выставок, посвящённых опыту китайских рабочих на австралийских золотых приисках XIX века, и используются предметы из их обширной коллекции, чтобы рассказывать истории, которые подчеркивают отношения между австралийцами и китайской культурой.
В музее хранится обширная коллекция китайской одежды и текстиля, фотографии, документы и другие экспонаты, отражающие социальную жизнь и деятельность китайской общины в Австралии с 1850-х годов. В музее также находится Дай Лунг и Дракон тысячелетия, самый большой китайский дракон в мире.

### Галерея
- Вход в Китайский музей
- Погребальный костюм из яшмы
- Вывеска чайного дома в Чайна-тауне
- Традиционное китайское свадебное платье